# Placopsidella opaca
Placopsidella opaca är en tvåvingeart som beskrevs av Ichiro Miyagi 1977. Placopsidella opaca ingår i släktet Placopsidella och familjen vattenflugor. Inga underarter finns listade i Catalogue of Life.